# Kanaan
Kanaan (severozahodno semitsko knaʿn, feničansko  𐤊𐤍𐤏𐤍 Kana‘n, hebrejsko  כְּנָעַן‬, Kənā‘an) je bila semitsko govoreča regija na staroveškem Bližnjem vzhodu v poznem 2. tisočletju pr. n. št. Ime Kanaan se največkrat pojavlja v Svetem pismu, v katerem ustreza kasnejšemu  Levantu, zlasti delom južnega Levanta, kjer so bila glavna prizorišča pripovedi iz Svetega pisma, se pravi Feniciji, Filisteji (Palestina) in Izraelu.
Beseda Kanaanci zajema  vsa domorodna ljudstva v južnem Levantu oziroma Kanaanu, tako naseljena kot nomadska. Kanaanci so daleč najpogosteje uporabljeni etnični izraz v Svetem pismu. Imeli so skupne daljne prednike in nekoč skupno kulturo. V Jozuetovi knjigi so Kanaanci na seznamu ljudstev, ki jih bo pregnal bog, kasneje pa kot  etnična skupina, ki so jo uničili Izraelci. Ime Kanaanci (hebrejsko כְּנָעַנִיְם kənā'anīm, כְּנָעַנִי kənā'anī) je potrjeno še nekaj stoletij kasneje kot endonim za ljudstvo, ki so ga stari Grki približno od  leta 500 pr. n. št. imenovali Feničani. Kanaansko govoreče ljudstvo je po selitvi v Kartagino v severni Afriki (ustanovljena v 9. stoletju pr. n. št.) v pozni antiki samo sebe imenovalo tudi Punci  (hanani). 
Kanaan je imel v amarnskem obdobju v pozni bronasti dobi (14. stoletje pr. n. št.)  pomembno geopolitično vlogo kot regija, v kateri so se stikale interesne sfere  Egipčanov, Hetitov, Mitancev  in Asircev. Večina sodobnega znanja o Kanaanu izvira iz arheoloških izkopavanj, na primer  v Tel Hazorju, Tel Megidu in Tel Gezerju.

## Etimologija
Slovenski izraz Kanaan izhaja iz hebrejskega   כנען‬ (kn ŉ) preko grškega Χαναάν, Hanaán  in latinskega Canaan.  V Amarnskih pismih (14. stoletje pr. n. št.)  se omenja kot KURki-na-ah-na, na feničanskih kovancih iz zadnje polovice 1. tisočletja pr. n. št. pa kn ŉ. V grščini se je Kanaan  najprej pojavil v zapisih Hekataja Miletskega kot  Χνᾶ (Hna). Znanstveniki ime Kanaan povezujejo z besedo kn ŉ, Kanaan, zahodnosemitskim imenom te regije. 
Etimologija imena je negotova. Zgodnje raziskave izhajajo iz semitskega korena kn΄ - biti slaboten,  ponižen, podrejen. Nekateri znanstveniki so domnevali, da je izraz prvotno pomenil nižavje v nasprotju z Aramom, ki je pomenil višavje. Drugi se bolj nagibajo k pomenu podrejen, ker je bil Kanaan egipčanska  provinca v Levantu. Na podoben način je rimska Provincia Nostra, prva rimska kolonija severno od Alp, postala Provansa.
Alternativni predlog, ki ga je zagovarjal Ephraim Avigdor Speiser leta 1936, trdi, da je izraz nastal iz huritskega Kinahhu, ki se nanaša na škrlatno barvilo, pridobljeno iz polžev Bolinus brandaris. Kanaan in Fenicija naj bi torej bili Dežela šrlata. Na tablicah, ki so jih v huritskem  mestu Nuzi odkrili na začetku 20. stoletja, se izraz Kinahnu  uporablja kot sinonim za rdeče ali škrlatno barvilo, ki so ga kasitski babilonski vladarji s težavo pridobivali iz polžev mureks že okoli leta 1600 pr. n. št., Feničani na sredozemski obali pa kot stranski proizvod v proizvodnji stekla. Škrlatna oblačila so že v Eksodusu omenjena kot  zelo ugledno kanaansko izvozno blago.  Imena barvil bi lahko nastala iz imen krajev, kjer so jih proizvajali. Ime Fenicija, na primer, je povezano z grško besedo za škrlat, čeprav je težko reči, ali izhaja iz imena iz imena pokrajine ali obratno. Škrlatna oblačila iz Tira v Feniciji so bila dobro znana in povezana z rimskimi vladarji in plemstvom. Po Robertu Drewsu,  je bil Speiserjev predlog na splošno opuščen.

## Arheologija

### Prazgodovina
Kanaanska kultura se je razvila in situ iz zgodnejše gasulske bakrenodobne kulture, ki je utrla pot sredozemski poljedelski kulturi, značilni za kanaansko regijo. Poljedelstvo je obsegalo intenzivno pridelavo žita, vina in oljk in sezonsko pašništvo. Gasulska kultura se je razvila iz nomadskega pašništva, ki se je nastalo z zlitjem pradavne natufske in harifske kulture s pralončarsko neolitsko kulturo B med podnebno krizo okoli leta 6200 pr. n. št., katere posledica je bila poljedelska revolucija in udomačevanje živali v Levantu. Ugarit, država v Ras Šamri v Siriji, nastala v pozni bronasti dobi, se arheološko šteje za najbolj tipično kanaansko državo, četudi ugaritski jezik ni spadal v skupino pravih kanaanskih jezikov.

### Srednja bronasta doba

#### Tablice iz Eble (okoli 2500-2200 pr. n. št.)
Omembo  »gospodarja  ga-na-na« v tablicah semitskih  Eblaitov iz leta 2350 pr. n. št. iz arhiva palače v Ebli so nekateri znanstveniki razlagali kot  naslavljanje božanstva  Dagona z naslovom  »gospodar Kanaana«. Če je to res, bi pomenilo, da so Eblaiti do leta 2500 pr. n. št. Kanaan imeli za entiteto. Jonathan Tubb navaja, da bi izraz ga-na-na v 3. tisočletju pr. n. št. lahko pomenil Kanaan in hkrati navaja, da je Kanaan prvič zagotovo omenjen v 18. stoletju pr. n. št.

#### Marijska pisma (okoli 2000 pr. n. št.)
Zapis Mutu-bisirja v pismu Šamši-Adadu I. (vladal okoli 1809–1776 pr. n. št.) iz Starega asirskega cesarstva (2025–1750 pr. n. št.) je bil preveden kot: »V Rahisumu so razbojniki (habbatum) in Kanaanci  (Kinahnum)«. Pismo je bilo odkrito v ruševinah Marija, asirskega oporišča v takratni Siriji. Druga (neobjavljena) omemba  Kinahnuma v Marijskih pismih ima enako vsebino. Izraz Kinahnum je ne glede na to, ali se nanaša na ljudi iz določene regije ali na tujce, sporen, zato Robert Drews trdi, da je »prva zanesljiva klinopisna omemba Kanaana na podstavku kipa alalaškega kralja Idrimija iz obdobja okoli 1500 pr. n. št.«

### Klinopisna besedila iz pozne bronaste dobe (1500-1000 pr. n. št.)

#### Alalaška besedila[20]
Na podstavku kipa kralja Idrimija (16. stoletje pr. n. št.) iz Alalaha v sodobni Siriji je omemba Ammija v »deželi Kanaan«.  Po ljudskem uporu proti njegovi oblasti je bil Idrimi prisiljen zbežati v izgnanstvo k svojim sorodnikom. Zatočišče je poiskal v »deželi Kanaan«, kjer se je pripravil na napad za osvojitev svojega mesta. Kanaan je omenjen tudi v naslednjih alalaških besedilih:
- AT 154 (neobjavljeno).
- AT 181: seznam ljudstev Apirju in njihovo poreklo. Vsi navedki, razen Kanaana, se nanašajo na mesta.
- AT 188: seznam ljudstev Muskenu  in njihovo poreklo. Vsi navedki, razen treh dežel, med njimi tudi Kanaana, so mesta.
- AT 48: pogodba s kanaanskim lovcem.

#### Amarnska pisma
Kanaanci se omenjajo tudi v več Amarnskih pismih faraona Ehnatona okoli 1350 pr. n. št. V pismih, ki so jih svojemu faraonu poslali guvernerji in kanaanski knezi , sta razen Amarja in Amuruja (Amoriti) omenjena tudi   Kinahhi  in Kinahni, ki ustrezata Keni in Kanaanu, in Sirija v njenem največjem obsegu. Pisma so napisana v uradni in diplomatski vzhodnosemitski akadščini Asirije in Babilonije. V besedilih so  dokazane tudi kanaanske besede in idiomi. Kanaan je omenjen v naslednjih pismih:
- EA 8: Pismo  Burnaburiaša II. faraonu Ehnatonu v katerem razlaga, da so bili njegovi trgovci »zaradi poslovnih zadev v Hinatuni v Kanaanu aretirani, oropani in ubiti«. Trgovce so ubili vladarji Akre in Šamruna. Ker je Kanaan faraonova dežela, Burnaburiaš od faraona pričakuje nadomestilo.
- EA 9: Pimo Burnaburiaša II.  faraonu Tutankamonu: »Vsi Kanaanci so pisali Kurigalzuju rekoč: pridi na mejo države, da se bomo lahko uprli in se povezali s teboj.«
- EA 30: Pismo  mitanskega kralja Tušratte: »Kraljem Kanaana…Omogočite mojemu kurirju varen prehod v Egipt.«
- EA 109: Pismo  kralja Biblosa Rib-Hadda: »Včasih so kanaanski kralji ob pogledu na človeka iz Egipta pred njim zbežali, zdaj pa sinovi Abdi-Aširta na človeka iz Egipta prežijo kot psi«.
- EA 110: Pismo Rib-Hadda:  »Nobena vojna ladja ne sme zapustiti Kanaana.«
- EA 131: Pismo Rib-Hadda: »Če ne  bo poslal lokostrelcev, bodo zavzeli [Biblos] in vsa druga mesta in dežela Kanaan ne bo več pripadala kralju. Naj kralj vpraša [pooblaščenca] Janhamuja o teh zadevah.«
- EA 137: Pismo  Rib-Hadda: »Če kralj zanemari Biblos,  nobeno mesto v Kanaanu ne bo več njegovo.«
- EA 367: »Hani, sin Maireja, konjušnika kralja Kanaana.«
- EA 162: Pismo Aziruju: »Ti sam veš, da kralj ne želi iti proti vsem Kanaancem, kadar je besen.«
- EA 148: Pismo Abimilkuja faraonu: »[Kralj] je prevzel ozemlje kralja za  'Apiru. Naj kralj vpraša svojega poverjenika, ki je seznannjen s Kanaanom.«
- EA 151: Pismo Abimilkuja faraonu: »Kralj, moj gospod, mi je pisal: »Piši mi, kaj si izvedel od Kanaancev.«« Abimilku v odgovoru  opisuje, kaj se je zgodilo v vzhodni Kilikiji (Danuna), na severni obali  Sirije (Ugarit), v Siriji (Kadeš, Amurru in Damask) in v Sidonu.

#### Ugaritska besedila
Besedilo RS 20.182 iz Ugarita je prepis pisma ugaritskega kralja faraonu Ramzesu II. o denarju, ki ga plačujejo »sinovi dežele Ugarit, nadrejenim sinovom dežele Kanaanske (* kn'ny)«. Po mnenju Jonatana Tubba to kaže,  da se semitski prebivalci Ugarita v nasprotju z večino sodobnih mnenj niso imeli za Kanaance.
V drugem ugaritskem besedilu, KTU 4.96, je seznam trgovcev, dodeljenih kraljevim imetjem, od katerih je imelo eno posestvo tri Ugarite,  Ašdadita, Egipčana  in Kanaanca.

#### Ašurske tablice
Srednjeasirsko pismo iz obdobja Šalmaneserja I. omenja tudi potovanje asirskega uradnika v Kanaan.

#### Hatuška pisma
Znane so štiri hatuške  omembe Kanaana:
- Klicanje bogov cedre, v katerem so omenjeni Kanaan, Sidon, Tir  in morda Amurru.
- KBo XXVIII 1: pismo Ramzesa II.  Hatušiliju  III., v katerem Ramzes predlaga, da bi obiskal svojega brata  v Kanaanu in ga pripeljal v Egipt.
- KUB III 57 (tudi KUB III 37 + KBo I 17): fragmentirano besedilo, ki bi lahko omenjalo Kanaan kot egipčansko podokrožje.
- KBo I 15+19: pismo Ramzesa II.  Hatušiliju  III., ki opisuje Ramzesov obisk v  »deželi Kanaan« na njegovi poti v Kinzo in Harito.

### Pozna bronasta doba (1500-1000 pr. n. št.
V staroegipčanskih besedilih iz 2. tisočletja pr. n. št. se je termin Kanaan nanašal na egipčansko kolonijo, katere meje se na splošno ujemajo z definicijo Kanaana v hebrejski Bibliji. Na zahodu je mejil na Sredozemsko morje, na severu je segal skoraj do Hame v Siriji, na vzhodu do doline reke Jordan in na jugu do črte od Mrtvega morja do Gaze. Egipčanski in hebrejski temin Kanaan kljub temu nista  bila povsem identična: v egipčanskih besedilih se je za Kanaan štelo  tudi obalno mesto Kadeš v severozahodni Siriji  ob turški meji. Egipčanski Kanaan je torej obsegal celo levantinsko obalo Sredozemskega morja. Imenovali so ga  Retenu ali Retženu (rṯnw).
Libanon v severnem Kanaanu, ki je segal od reke Litani do razvodja  reke Oront, so Egipčani imeli za  severni Retenu. V poročilih o svojih vojnih pohodih se porečje Jordana imenuje Džahi. Veliko  zgodnjih egipčanskih virov omenja tudi številne vojne pohode v »Ka-na-na takoj na začetku Azije«.
Arheološki dokazi imena Kanaan v starodavnih bližnjevzhodnih virih so povezani skoraj izključno z obdobjem, v katerem je bila regija kolonija Novega egipčanskega kraljestva (16.-11. stoletje pr. n. št.). Po zatonu pozne bronaste dobe (okoli 1206-1150 pr. n. št.) je raba imena Kanaan skoraj zginila. Omembe kažejo, da je bil v tem obdobju izraz še vedno znan v sosedih regijah, čeprav se znanstveniki sprašujejo, do kakšne mere so bile te omembe skladne in na katero ozemlje so se nanašale.
V egipčanskih virih je od Osemnajste dinastije dalje znanih šestnajst omemb Kanaana.
- Napisi Amenhotepa II. na seznamu vojnih ujetnikov omenjajo tudi Kanaance.
- Trije topografski seznami.
- Papirus Anastasi I 27.1. omenja pot od Sile do Gaze »v [tujih deželah] na koncu dežele Kanaan«.
- Merneptahova stela.
- Papirus Anastasi IIIA 5–6 in papirus Anastasi IV omenjata kanaanske sužnje iz Hurruja.
- Papirus Harris.[28] Po razpadu Levanta pod tako imenovanimi Ljudstvi morja naj bi  Ramzes III. (okoli 1194 pr. n. št.) zgradil tempelj boga  Amona, da bi dobil davek iz južnega Levanta. Tempelj naj bi stal v Pa-Kanaanu, katerega pomen je sporen, ker bi lahko pomenil  Gazo ali celotno ozemlje, ki so ga zasedli Egipčani v jugozahodnem kotu Bližnjega vzhoda.[29]

### Kasnejši viri
Zadnja znana omebmba Kanaana v egipčanskih virih je na Padiisetovem kipu, na katerem je majhen kratek »Odposlanec Kanaana in Peleseta, Pa-di-Eset, sin Apija«. Napis je iz obdobja 900–850 pr. n. št., se pravi več kot 300 let po prejšnjem  znanem napisu.
V obdobju od leta 900 do 330 pr. n. št. dominantni Novoasirsko in  perzijsko Ahemenidsko cesarstvo Kanaana ne omenjata.

## Grško-rimsko zgodovinopisje
Grški izraz Fenikija je prvič potrjen v prvih dveh delih zahodne književnosti, Homerjevi Iliadi in Odiseji. V hebrejski Bibliji se izraz ne pojavlja, trikrat pa se pojavi v Apostolskih delih Nove zaveze.  V 6. stoletju pr. n. št. je Hekataj Miletski omenil, da se je Fenicija pred tem imenovala χνα (Hna). Filon Bibloški, ki citira fragmente, pripisane Sanhoinaitonu, pravi, da so bili Biblos, Beritus in Tir med prvimi mesti v zgodovini. Zgrajena naj bi bila med vladavino mitološkega titana  Kronosa. Prebivalci so se ukvarjali z ribištvom, lovom, poljedelstvom, ladjedelništvom in pisanjem.
Na kovancih mesta Laodikeja/Beirut je napis »Laodikeja, metropola Kanaana«. Kovanci datirajo v vladavino Antioha IV. Komagenskega (175–164 pr. n. št.) in njegovih naslednikov do leta 123 pr. n. št.
Sveti Avguštin omenja, da so nekateri feničanski pomorščaki trdili, da so iz Kanaana.  Avguštin tudi ugotavlja, da so stari prebivalci Hippa (sedanja Annaba na skrajnem severovzhodu  Alžirije) v severni Afriki še vedno Punci in sami sebe imenujejo  Hanani. Ker latinski izraz punski pomeni nerimski, nekateri znanstveniki domnevajo, da je bil jezik, ki so ga imeli za punskega, morda libijski.
Grki so popularizirali tudi izraz Palestina, povzet po Filistejcih ali Egejskih Pelazgih. Palestina se je v grobem ujemala s Kanaanom brez Fenicije. Izraz Palaistinê  je prvi uporabil Herodot okoli leta 480 pr. n. št. Od leta 110  pr. n. št. so svojo oblast nad večino regije razširili Hasmonejci in ustvarili judejsko-samaritansko-idumejsko-iturejsko-galilejsko zvezo. Judejska (judovska) oblast nad širšim področjem je povzročila, da se je zanj začel uporabljati naziv Judeja, ki se je pred tem nanašal samo na manjše ozemlje v Judejskih gorah, naseljeno s plemenom Juda, ki je tvorilo jedro Judejskega kraljestva.
V letih 73-63 pr. n. št. je Rimska republika v tretji mitridatski vojni razširila svoj vpliv na vzhod in leta 63 pr. n. št. osvojila Judejo. Nekdanje  Hasmojejsko kraljestvo je razdelila na pet okrožij. Okoli leta 130-135 n. št. je bila kot posledica neuspele Bar Kohbove vstaje proti Rimu provinca Judeja združena z Galilejo v novo provinco Sirija Palestina. Vse kaže, da se je sprememba imena zgodila na ukaz cesarja Hadrijana, natančen datum pa ni znan. Nekateri znanstveniki domnevajo, da je bila sprememba imena morda del poskusa popolne razpustitve   Judeje. Domneva je sporna.

## Zgodovina

### Pregled
- pred letom 3500 pr. n. št. (prazgodovina, kamena in bakrena doba): skupnosti lovcev-nabiralcev, ki so postopoma prehajale v skupnosti poljedelcev in živinorejcev in v zadnjih tisoč letih začele obdelovati kovine
- 3500-2000 pr. n. št. (zgodnja bronasta doba): obdobje pred pisno zgodovino regije
- 2000-1550 pr. n. št. (srednja bronasta doba): mestne države
- 1550-1200 pr. n. št. (pozna bronasta doba): nadoblast Egipčanov
- 1200-586 pr. n. št. (železna doba, razdeljena v obdobji I in II): vaške skupnosti v obdobju I so utrle pot kraljestvom v obdobju II

Po železni dobi se obdobja imenujejo po različnih cesarstvih, ki so vladala v regiji: Asirskem, Babilonskem, Perzijskem, Grškem in Rimskem.

### Prazgodovina
Eno od najzgodnejših naselij v regiji je bil Jeriho v Kanaanu. Najstarejša naselja so bila  sprva sezonska, v bronasti dobi pa so se razvila v velika mestna središča.

### Zgodnja bronasta doba  (3500-2000 pr. n. št.)
V zgodnji bronasti dobi so se razvila še druga mesta, med njimi Ebla, ki je bila okoli leta 2300 pr. n. št. vključena v mezopotamsko Akadsko kraljestvo Sargona Velikega in Naram-Sina Akadskega.  Sumerske omembe Mar.tu (»prebivalci  v šotorih«,  kasneje Amurru, se pravi Amorejci), dežele zahodno od Evfrata, so še starejše od Sargona in segajo najmanj v vladavino sumerskega kralja Enšakušana Uruškega. Ena od tablic omenja tudi kralja Lugal-Ane-Munduja, vendar se zdi manj zanesljiva, ker je bila napisana nekaj stoletij kasneje.
Arhivi iz Eble omenjajo številna svetopisemska mesta, med njimi Hazor in  Jeruzalem ter Sodomo in Gomoro. Amoriti so na severu in severozahodu mejili na Kanaan. Med amoritske entitete je morda spadal tudi Ugarit. Po propadu Akadskega kraljestva leta 2154 pr. n. št. so se v regijo priselili ljudje, ki so  s seboj prinesli hirbet-keraško lončenino, ki je izvirala iz gorovja Zagros vzhodno od Tigrisa v sodobnem Iranu.
V tem obdobju so v južnem Levantu nastala prva mesta. Ti Prakanaanci so imeli stalne stike z južnimi sosedi Egipčani,  severnimi v Mali Aziji (Huriti, Hati, Hetiti in Luvijci) in Mezopotamiji (Sumerci, Akadci, Asirci). Stiki so se nadaljevali tudi v železni dobi. Konec obdobja je označila opustitev mest in vrnitev k staremu načinu življenja, ki je temeljilo na vaseh poljedelcev in nomadskem pašništvu. Specializirane obrti in odprte trgovske poti so se ohranile.

### Srednja bronasta doba (2000-1550 pr. n. št.)
V regijo se je vrnil urbanizem in jo razdelil na majhne mestne države, med katerimi je bil verjetno najpomembnejši Hazor.   Mnogo aspektov kanaanske materialne kulture je zdaj odražalo mezopotamski vpliv in cela regija je postala tesneje  vključena v obširno mednarodno trgovsko mrežo.
Amurru se je že med vladanjem Naram-Sina Akadskega (okoli 2240 pr. n. št.) imenoval »eden od štirih vogalov«, ki so skupaj s Subartujem/Asirijo, Akadom in Elamom  obdajali   Sumerijo.
Amoritske dinastije so postale dominantne v večini Mezopotamije, vključno z Larso in Isinom, in leta 1894 pr. n. št. ustanovile Babilonsko državo.  Amurru je kasneje postal asirsko/akadsko ime notranjosti južnega  in dela severnega Kanaana. Zgleda, da je bilo v tistem času ozemlje Kanaana razdeljeno na dve konfederaciji, prvo s središčem v Megidu v Izreelski dolini  in drugo s središčem v bolj severnem mestu Kadiš ob reki  Oront. 
Amoritski poglavar Sumu-abum je leta 1894 ustanovil Babilon kot neodvisno mestno državo. Hamurabi (1792-1750 pr. n. št.), eden od amoritskih babilonskih kraljev, je ustanovil prvo Babilonsko cesarstvo, ki je trajalo samo do njegove smrti. Po njegovi smrti so Amorite izgnali iz Asirije, v Babiloniji pa so ostali na oblasti do leta 1595 pr. n. št., ko so jih pregnali Hetiti.
Delno izmišljena zgodba Egipčan Sinuhe opisuje kako je egipčanski uradnik Sinuhe pod faraonom Senusretom I. (okoli 1950 pr. n. št.) vodil vojaške operacije  v Gornjem Rečenu in Finku. Najzgodnejše avtentično poročilo o egipčanskem pohodu v Mentu, Rečenu in Sekmem je na Sebekhujevi steli, datirani v vladavino Senusreta III. (okoli 1862 pr. n. št.).  
Okoli leta 1650 pr. n. št. so Kanaanci, bolj znani kot Hiksi,  napadli vzhodno delto Nila, kjer so postali dominantna sila. V egipčanskih napisih sta se izraza Amar in Amurru (Amoriti) uporabljala izključno za bolj severno gorato regijo vzhodno od Fenicije, ki  je segala do Oronta.
Arheološka izkopavanja na številnih mestih, ki so bila kasneje prepoznana kot kanaanska, kažejo, da je razcvet regije dosegel višek ravno v pozni bronasti dobi pod vodstvom mesta Hazor. Regija je bila v tem času vsaj nominalno pod egipčansko oblastjo.  Mesti Jamhad in Katna na severu sta bili hegemona pomembnih konfederacij, svetopisemski Hazor pa je bil glavno mesto  pomembne koalicije  na jugu regije.

### Pozna bronasta doba (1550-1200 pr. n. št.)
V zgodnji pozni bronasti dobi so bile kanaanske konfederacije zbrane okoli Megida in Kadiša, potem pa so spet prišle pod egipčansko ali hetitsko oblast. Regija se je kasneje asimilirala v Novo asirsko cesarstvo.
Med potujočimi starosemitsko govorečimi ljudstvi, ki so se naselila v regiji, so bili tudi Amoriti, ki so pred tem vladali v Babiloniji. V zgodnji zgodovini Kanaana so čitno igrali pomembno vlogo. Prva in  peta Mojzesova knjiga in Jozue omenjajo, da so živeli v gorati pokrajini na jugu, medtem ko Numeri in druge knjige omenjajo, da sta imela dva velika amoritska kralja rezidenci v Hešbonu in Aštarotu vzhodno od Jordana. V nekaj drugih odlomkih  Biblije  so Amoriti sinonim za Kanaance, vendar nikoli za prebivalce ob obali.
V naslednjih stoletjih so del Kanaana in jugozahodna Sirija prišli pod oblast egipčanskih faraonov. Njihova oblast je bila sporadična in ne dovolj močna, da bi preprečila pogoste lokalne upore in medmestne spopade. Drugi deli regije, med njimi  severni Kanaan in severna Sirija, so bili v tem obdobju pod asirsko oblastjo.
Pod Tutmozom III. (1479-1426 pr. n. št.) in Amenhotepom II. (1427-1400 pr. n. št.) sta  trda roka in stalna prisotnost egipčanske vojske prisilila Amorite in Kanaance k dokajšnji poslušnosti. Tutmoz III. je kljub temu omenjal, da ima v Kanaanu težave. V tem času se je prvič pojavil izraz habiru/hapiru/apiru, ki  je imel v različnih delih rodovitnega polmeseca različne pomene in je lahko pomenil upornike, izobčence,  plenilce, najemnike, lokostrelce,  služabnike, sužnje ali delavce.  Zdi se, da so ti najemniki, razbojniki in izobčenci nekoč živeli normalno življenje, vendar so jih okoliščine prisilile,  da so se začeli dajati v najem lokalnim veljakom, vladarju ali komu drugemu, ki jih je  bil pripravljen plačati. 
Čeprav so  o habiru/SA-GAZ (sumerski ideogram, ki je v akadščini pomenil  bandit), včasih tudi habiri, poročali v Mezopotamiji že med vladanjem sumerskega kralja Šulgija Urskega, se zdi, da so se v Kanaanu pojavili šele potem, ko je severni Asiriji nastala  nova država Mitani. Aristokracijo nove države  je tvorila kasta vojakov na bojnih vozovih (marjanu), povezanih z indo-arijskimi huritskimi vladarji.
Zdi se, da so bili habiru bolj socialna kot etnična kategorija. Ena od analiz je kljub temu pokazala, da so bili med njimi večinoma Huriti, ne-semitsko govoreča skupina iz Male Azije, vendar so bili med njimi tudi številni semiti in celo nekaj kasitskih in luvijskih pustolovcev. Vladavina Amenhotepa III. v azijskem delu egipčanskega kraljestva ni bila kdo ve kako mirna, ker so k politični nestabilnosti  veliko prispevali tudi habiruji.  Lokalno plemstvo je  v teh turbulentnih okoliščinah začelo iskati svojo priložnost in poskušalo doseči neodvisnost od vladarja. Najmočnejši med nezadovoljneži je bil amurrujski princ  Aziru, sin Abdi-Aširte, ki je še pred smrtjo Amenhotepa III. poskušal razširil svojo oblast na okolico Damaska. O tem je faraonu poročal guverner Katne Akizi. Po faraonovi smrti sta Abdi-Aširta in Aziru povzročala velike težave Egiptu lojalnim lokalnim vladarjem, na primer guvernerju Guble Rib-Hadi, in jih silila, da bi svojo lojalnost Egiptu prenesli na vedno močnejše Hetitsko cesarstvo Šupiluliume I.
S prodorom Hetitov v Sirijo je oblast Amenhotepa III. v Kanaanu doživela tažak udarec. Še bolj ogrožena je postala pod njegovim naslednikom Ehnatonom,  ker so Hetiti odstavili Amorite in omogočili ponovno naseljevanje semitov. Abdi-Aširta in Aziru sta se Hetitov sprva bala, potem pa sta se jim pridružila in napadla in osvojila ozemlja, lojalna Egiptu. Rib-Hadda je roteče prosil za pomoč Ehnatona, vendar je bil faraon prezposlen s svojimi verskimi inovacijami, da bi se odzval na njegove prošnje.
V Amarnskih pismih so habiruji omenjeni tudi v severni Siriji. Kralj Kadeša Etakkama v svojem pismu  faraonu pravi:
In glej, Birjavaza  je vsa kraljeva mesta  v Kadešu in Ubi, mesta mojega gospoda, predal Sa-Gazu.  Ampak jaz bom šel, in če bodo pred menoj hodili tvoji bogovi in sonce, prinesel nazaj mesta svojemu kralju, mojemu gospodu, od habirujev, da bi pokazal svojo vdanost. In jaz bom pregnal Sa- Gaza.
Nekaj podobnega je pisal kralj Sidona Zimrida: 
Vsa mesta, ki jih je kralj dal v moje roke, so prešla v roke habirujev.
Jeruzalemski kralj Abdi-Heba je faraonu poročal:
Če (egipčanske) čete pridejo (še)  letos,  bodo dežele in knezi ostali kraljevi, moj gospod. Če čet ne bo, dežele in knezi ne bodo več kraljevi, moj gospod, poveljnik.
Abdi-hebu so največ težav povzročali nek Iikili in Labajevi  sinovi,  ki so se izdajalsko povezali s habiruji. Zgleda, da je bil ta neumorni vojščak ubit med obleganjem Gine, vsi kanaanski princi pa so v svojih pismih faraonu zlobno obtoževali drug drugega, dokazovali svojo nedolžnost in zanikali izdajalske namene. Namjavaza, na primer, katerega je Itakkama obtožil nezvestobe, je takole pisal faraonu:
In glej, jaz in moji vojaki in bojni vozovi, skupaj z mojimi soverniki in mojimi SA-GAZ in mojimi Suti, smo na razpolago (kraljevi)  vojski in pripravljeni oditi kamor koli bo moj gospod uklazal.
Od sredine 14. stoletja pr. n. št. do 11. stoletja pr. n. št. je večina Kanaana, predvsem njegove severne, osrednje in vzhodne regije Sirije in severozahodne  sredozemske regije, padle pod Srednje asirsko cesarstvo. Hetitski in egipčanski vpliv sta zaradi tega povsem upadla. Močni asirski kralji so kanaanske države in mesta v severni in  osrednji Siriji vse do sredozemske obale prisilili  k plačevanju davka. Arik-den-ili (okoli 1307-1296  pr. n. št.) je utrdil asirsko oblast v Levantu in porazil in podjarmil stara semitsko govoreča ljudstva iz tako imenovane skupine Ahlamu. Nasledil ga je Adad-nirari I. (1295-1275 pr. n. št.), ki je nadaljeval širjenje cesarstva proti severozahodu, večinoma na račun Hetitov in Huritov, in osvojil Karkemiš in njegovo okolico. Leta 1274 pr. n. št. je asirski prestol zasedel Šalmaneser I. Močni vojaški kralj je k cesarstvu priključil ozemlja v Siriji in Kanaanu, ki so  bila pred tem pod egipčanskim ali hetitskim vplivom. Zasedba je bila morda povod, da so Hetiti in Egipčani sklenili mir.  Osvajanja so se nadaljeval tudi pod Tukulti-Ninurto I. (1244-1208 pr. n. št.) in po daljši prekinitvi  tudi pod Tiglat-Pileserjem I. (1115-1077 pr. n. št.). Slednji je porazil Aramejce v severni Siriji in zatem osvojil Damask in kanaansko/feničanska mesta Biblos, Sidon, Tir in nazadnje Arvad.

### Konec bronaste dobe
Ann Killebrew je dokazala, da so bila mesta, na primer Jeruzalem,  v predizraelski srednji bronasti dobi  IIB in izraelski železni dobi IIC (okoli 1800-1550 oziroma 720-586 pr. n. št.) pomembna  obzidana naselja,  v pozni bronasti dobi in železni dobi IIA/B pa majhna in nepomembna neobzidana naselja.
Takoj po amarnskem obdobju Egipta so se v egipčanskem južnem delu Kanaana, severni del je bil pod asirsko oblastjo, začele nove težave.  Faraon Horemheb je začel vojni pohod proti Šasujem (egipčansko pohajkovalci), nomadskim pastirskim  plemenom, ki so se preselila preko Jordana in ogrozili egipčansko trgovanje skozi Galilejo in Jezreel. Faraon Seti I. (okoli 1290 pr. n. št.) naj podjarmil Šasuje  južno in vzhodno od Mrtvega morja od  trdnjave Taru (Štir ?) do "Ka-n-'-na". Ramzes II. se je moral kmalu po porazu v bitki pri Kadešu na silovit vojni pohod v Kanaan, da bi tam ohranil egipčansko oblast.  Egipčanske sile so prodrle v Moab in Ammon in tam ustanovile stalne trdnjavske garnizije.
Nekateri znanstveniki so prepričani, da se je v tem obdobju izraz  Habiru na splošno  nanašal na vsa nomadska plemena, znana kot  Hebrejci, zlasti v obdobju sodnikov,  ko so slednji  iskali sebi  primerno domovino s plodno zemljo. Izraz se je redko uporabljal za Šasuje, lahko pa bi se nanašal na druga sorodna semitska ljudstva, na primer na Moabite, Amonite in Edomite, vendar to ni dokazano.

### Železna doba
V zgodnji železni dobi sta v južnem Levantu začeli  prevladovati Izraelsko in Judejsko kraljestvo.  Ob sredozemski obali so bile palestinske mestne države, vzhodno od reke Jordan kraljestva Moab,  Ammon in Aram-Damask, na jugu pa Edom. Severni Levant je bil razdrobljen  na različna mala kraljestva, tako imenovane siro-hetitske države, in feničanske mestne države.  
Celo regijo, vključno z vsemi feničansko/kanaanskimi in aramejskimi državami, Izraelom, Palestino in Samaro,  je v 10. in 9. stoletju pr. n. št. osvojilo Novoasirsko cesarstvo in jih obdržalo tristo let  do konca 7. stoletja pr. n. št. Glavno vlogo v Kanaanu so imeli asirski cesarji-kralji Ašurnasirpal, Adad-nirari II., Sargon II., Tiglat-Pileser III., Asarhadon, Sanherib in Ašurbanipal.  Egipt pod Nubijsko dinastijo je poskušal  ponovno osvojiti  Kanaan, vendar mu  to ni uspelo. Sledila je povračilna invazija Asircev na Egipt,  ki je povzročila uničenje Kušitskega (Nubijskega) cesarstva. Judejsko kraljestvo je moralo Asircem plačevati davek. V letih  616 pr. n. št. do 605 pr. n. št. se je Asirsko cesarstvo sesulo zaradi niza državljanskih vojn, katerim je sledil napad zveze Babiloncev, Medijcev, Perzijcev in Skitov. Babilonci so od svojih asirskih  bratrancev nasledili zahodni del cesarstva, vključno s Kanaanom in Sirijo z Izraelom in Judejo. Egipčani, ki so prepozno prišli na pomoč svojim nekdanjim gospodarjem Asircem, so bili poraženi, vendar so ostali v regiji in poskušali ponovno utrditi svoj položaj na Bližnjem vzhodu. Leta 539 pr. n. št. se je sesulo tudi Babilonsko cesarstvo. Kanaan je pripadel perzijskemu Ahemenidskemu cesarstvu in ostal tak do leta 332 pr. n. št,. ko so ga osvojili Grki Aleksandra Velikega. V poznem 2. stoletju pr. n. št. je pripadel Rimskemu, za njim pa do invazije Arabcev v 7. stoletju n. št.  Bizantinskemu cesarstvu.

## Kultura
V Kanaan so spadala ozemlja sedanjega Libanona, Izraela, severozahodne Jordanije in del zahodne Sirije. Arheolog Jonathan N. Tubb meni, da so »Amonejci, Moabiti, Izraelci in Feničani nedvomno razvili svoje kulturne identitete, čeprav so  bili vsi etnično Kanaanci«. Nekatera ljudstva so bila tu naseljena že v 8. tisočletju pr. n. št.
Še vedno ni povsem jasno, ali se ime Kanaan nanaša na tam živečo specifično semitsko govorečo etnično skupino, domovino te etnične skupine,  regijo v posesti  te etnične skupine ali morda kombinacijo vsega tega.
Kanaanska civilizacija je bila odgovor  na dolga obdobja stabilnega podnebja, prekinjena s kratkimi obdobji klimatskih sprememb. V teh obdobjih so Kanaanci izkoristili svoj posredniški položaj med starodavnimi srednjevzhodnimi civilizacijami – Egiptom, Mezopotamijo (Sumerija, Akadsko kraljestvo, Asirija, Babilonija), Hetiti in minojsko Kreto in ustanovili  mestne države trgovcev ob sredozemski obali in majhna kraljestva poljedelcev v notranjosti. Polarnost med obalnimi mesti in agrarnim zaledjem je dobro prikazana v kanaanski mitologiji kot borba med bogom groma, katerega so imenovali Tešub (Huriti), Baal Hadad (semitski Amoriti/Aramejci),  in bogom morja in rek, katerega so imenovali Jav, Jahu ali Jam. Za zgodnjo kanaansko civilizacijo so značilna majhna obzidana tržna mesta, obkrožena z vasmi kmetov, ki so pridelovali lokalne poljedelske pridelke, oljke, grozdje za vino, pistacije in žito, predvsem pšenico in ječmen.  Žetev v zgodnjem poletju je bila obdobje, v katerem se je prekinilo sezonsko nomadstvo: v mokrih letnih časih so se  pastirji selili s svojimi čredami,  v času žetve pa so se vrnili domov, da bi pospravili pridelke in bili v sušnem obdobju bliže vodnim virom. Dokaze za ta ciklus najdemo v Gezerskem koledarju in svetopisemskem letnem ciklu.
Obdobja hitrih klimatskih sprememb so na splošno povzročila propad tega mešanega sredozemskega poljedelskega sistema. Komercialno proizvodnjo  je zamenjalo  stalno poljedelstvo. Sezonsko pašništvo je postalo celoletno nomadsko pašništvo. Plemena so se s svojimi čredami selila po krožnem vzorcu ne sever do Evfrata in jug do Nilove delte.  Plemenski poglavarji so se občasno združevali, ropali naselja svojih sovražnikov in lojalne zaveznike nagrajevali z delom plena ali dajatvami, ki so jih pobirali od trgovcev. Če so se mesta združila in se uprla ali če je intervenirala kakšna močna sosednje država, je zveza običajno razpadla in zadeve so se vrnile v prvotno stanje.  Takšne socialne reforme se odražajo v svetopisemskih zgodbah patriarhov. V obdobju propada  Akadskega cesarstva v    Mezopotamiji in prvem vmesnem obdobju Egipta so  ob koncu srednje bronaste dobe v Asirijo in Babilonijo vdrli Hiksi, ob propadu pozne bronaste dobe pa se je trgovanje preko Kanaana  skrčilo, ker so se Egipt, Babilonija in v manjši meri Asirija umaknili v osamo. Ko se je podnebje ponovno ustalilo,  je trgovanje oživilo, najprej v obalnih mestih  Palestine in Fenicije. Z razvojem tržišča so se razvile nove trgovske poti, ki so se izognile obalnim mestom z visokimi trgovskimi tarifami. Ena od poti se je razvila od Kadeša Barnea na jugu skozi Hebron, Lahiš, Jeruzalem, Betel, Samarijo, Sikem in Silom in skozi  Galilejo v Jezreel, Hazor in Megido. Ob tej poti so se razvila sekundarna kanaanska mesta. Gospodarski razvoj je odprl še tretjo trgovsko pot  od Eilata v Akabskem zalivu preko Timne, Edoma (Seir), Moaba in Amona in od tam v aramejski državi Damask in Palmira. Poskusi Filistejcev  in Tircev, da bi prevzeli nadzor nad notranjo trgovino po drugi  trgovski poti,  oziroma Judeje in Izraela po tretji trgovski poti, so bili na splošno neuspešni.
Razcvet trgovanja po teh poteh je kasneje pritegnil močnejše regionalne sosede, med njimi Egipčane, Babilonce, Perzijce, stare Grke in Rimljane, ki so prevzeli politično oblast in pobirali davke, takse in tarife. V takih obdobjih je pogosto prišlo do popolne obnove cikla, na primer že omenjenega  predlončarskega  neolitika B, gasulijanske in uruške kulture in cikla bronaste dobe. Propad kasnejše kanaanske civilizacije se je zgodil med vključitvijo ozemlja v grško-rimski svet (kot provinca Judeja) in po bizantinskem obdobju z vključitvijo v muslimanski arabski svet in Umajadski kalifat. Zahodna aramejščina, eden od dveh lingua franca kanaanske civilizacije, se je še vedno govorila v številnih majhnih sirskih vaseh, feničanska kanaanščina pa je kot pogovorni jezik izginila okoli leta 100 n. št. Akadščino s pridihom vzhodne  aramejščine še vedno govorijo  Asirci v Iraku, Iranu, severovzhodni Siriji in jugovzhodni Turčiji.
Tel Kabri vsebuje ostanke kanaanskega mesta iz srednje bronaste dobe   (2000–1550 pr. n. št.). Mesto je bilo v svojem času  najpomembnejše mesto v zahodni Galileji. Tel Kabri je edino kanaansko mesto, ki bi se dalo izkopati  v celoti, ker se po zapustitvi na njegovem mestu ni zgradilo nobeno  drugo mesto. Palačo v središču mesta krasijo minojske freske, ki kažejo na močan vpliv minojske kulture.

## Zapuščina
Izraz Kanaan se uporablja kot sinonim za Obljubljeno deželo, na primer v hvalnici Srečna obala Kanaana v verzih »O bratje, srečali me boste (trikrat) na srečni obali Kanaana«. Uglasbeni verzi so se kasneje vključili v The Battle Hymn of the Republic.

## Seznam kanaanskih vladarjev
Imena kanaanskih kraljev in drugih osebnosti so omenjena v zgodovinopisju ali znana preko arheoloških najdb. 
| Arheološko potrjeni vladarji - Nikmaddu I. Ugaritski (znan s pečata, ki so ga porabljali ugaritski kralji) - Jakarum I. Ugaritski (znan s pečata, ki so ga porabljali ugaritski kralji) - Ammittamru I. Ugaritski (Amarnska pisma) - Nikmaddu II. Ugaritski (Amarnska pisma, 1349–1315 pr. n. št.) - Arhalba Ugaritski (1315–1313 pr. n. št.) - Nikmepa Ugaritski (1313–1260 pr. n. št.) - Ammittamru II. Ugaritski (1260–1235 pr. n. št.) - Ibiranu Ugaritski (1235–1220 pr. n. št.) - Ammurapi Ugaritski (1215–1185 pr. n. št.) - Aziru, vladar Amurrujskega kraljestva (Amarnska pisma) - Labaja, gospod Šehema (Amarnska pisma) - Abdiheba, župan Jeruzalema (Amarnska pisma) - Šuvardata, župan Kiltuja (Amarnska pisma) Hebrejska Biblija in drugo zgodovinopisje - Kanaan, sin Hama (Geneza 10:6) - Sidon, Kanaanov prvorojenec (Geneza 10:15) - Het, Kanaanov sin (Geneza 10:15) - Kronos (Ilus), po Sanhuniatonu ustanovitelj Biblosa - Mamre, amoritski poglavar (Geneza 13:18) - Makamaron, kralj Kanaana (Jubileji 46:6) - Sihon, kralj Amoritov (Devteronomij 1:4) - Og, kralj Bašana (Devteronomij 1:4) - Adoni Cedek, kralj Jeruzalema (Jozue 10:1) - Debir, kralj Eglona (Jozue 10:3) - Džabin, ime dveh kraljev Hazorja (Jozue 11:1; Sodniki 5:6) | Vladarji Tira - Abibaal, 990–978 pr. n. št. - Hiram I., 978–944 pr. n. št. - Baal-Eser I. (Balbazer I.), 944–927 pr. n. št. - Abdastart, 927–918 pr. n. št. - Metusastart, 918–906 pr. n. št. - Astarim, 906–897 pr. n. št. - Felles, 897–896 pr. n. št. - Ešbaal I., 896–863 pr. n. št. - Baal-Eser II. (Balbazer II.), 863–829 pr. n. št. - Mattan I., 829–820 pr. n. št. - Pigmalion Tisrki, 820–774 pr. n. št. - Ešbaal II., 750–739 pr. n. št. - Hiram II., 739–730 pr. n. št. - Mattan II., 730–729 pr. n. št. - Elulaj, 729 694 pr. n. št. - Abd Melkart, 694–680 pr. n. št. - Baal I., 680–660 pr. n. št. - Tir bi lahko bil 70 let pod oblastjo Asirije in/ali Egipta - Ešbaal III., 591–573 pr. n. št. - Kartagina je leta 574 pr. n. št. postala neodvisna od Tira - Baal II., 573–564 pr. n. št. (pod babilonsko nadoblastjo) - Jakinbaal, 564 pr. n. št. - Čelbes, 564–563 pr. n. št. - Abbar, 563–562 pr. n. št. - Mattan III. in Ger Aštari, 562–556 pr. n. št. - Baal-Eser III., 556–555 pr. n. št. - Mahar-Baal, 555–551 pr. n. št. - Hiram III., 551–532 pr. n. št. - Mattan III. (pod perzijsko nadoblastjo) - Bulomen - Abdemon, okoli 420–411 pr. n. št. |

## Kanaan v judovskih in krščanskih spisih

### Hebrejska Biblija
Biblična raba mena Kanaan je omejena na ozemlje zahodno od reke Jordan. Kanaanci so opisani kot ljudstvo, ki živi  »med morjem in reko Jordan« (Števila 33:52, Jozue 22:9).  V Izaijevi knjigi 23:11 je Kanaan istoveten s Fenicijo. Zgleda, da Filistejci, ki so sicer spadali v kanaanski milje, niso bili etnični Kanaanci. Na seznamu ljudstev so bili umeščeni  med ljudstva iz  Mizraima (Egipt). Aramejci, Moabiti, Amoriti,  Midianiti in Edomiti so se šteli za Semove ali Abrahamove potomce, vendar različne od pravih Kanaancev/Amoritov. Het, ki je predstavljal svetopisemske Hetite, je bil Kanaanov sin. Hetiti so kasneje govorili indoevropski jezik nesili, njihovi predniki Hati pa malo znan jezik hatili z neznano sorodnostjo.
Horiti, prvotno naseljeni v pogorju Seir, naj bi bili Kanaanci (Hiviti), čeprav v pripovedih niso neposredno potrjeni. Huriti so imeli sedež v gornji Mezopotamiji in govorili huritski jezik, ki je bil jezikovni izolat.
Po izraelski osvojitvi Obljubljene dežele se je v Bibliji Kanaan preimenoval v Izraelsko kraljestvo.
Kanaan in Kanaanci so v hebrejski Bibliji omenjeno približno 160 krat, večinoma v Petoknižju, Jozuetu in Sodnikih.
Eponimni prednik Kanaan  je v Bibliji prvič omenjen kot eden od Noetovih vnukov v pripovedi Hamovo prekletstvo, v kateri je bil obsojen na  večno suženjstvo zaradi gledanja pijanega golega Noeta.
Bog je Kanaan kasneje obljubil Abrahamu in ga nazadnje prepustil Abrahamovim potomcem Izraelcem. Biblična zgodovina s tem postaja vedno bolj problematična, ker tako arheološki kot pisni dokazi podpirajo idejo, da so bili zgodnji Izraelci pravzaprav Kanaanci.
Hebrejska Biblija omenja tudi meje Kanaana. V Numerih 34:2 je zapis »dežela Kanaan je določena z njenimi mejami«. Njene meje so določene v Numeri 34:3-12.  Naziv Kanaanci se uporablja predvsem za prebivalce nižinskih pokrajin, področja  na  vzhodni sredozemski obali in ob reki Jordan. Biblija Kanaance  ločuje od prebivalcev goratih regij. V obdobju drugega templja (530 pr. n. št.-70 n. št.) se izraz Kanaanci v hebrejščini ni več uporabljal za prebivalce Kanaana, ampak je postal sinonim za trgovce. Kot tak se uporablja na primer v  Jobovi knjigi 40:30 in Pregovorih 31:24.
John N. Oswalt ugotavlja, da je »Kanaan sestavljalo ozemlje zahodno od Jordana in se je razlikovalo od ozemlja vzhodno od njega«. V nadaljevanju  zatrjuje, da je v Bibliji »dobil teološko naravo kot dežela, ki je božji dar in mesto obilja«.
Hebrejska Biblija opisuje izraelsko osvojitev Kanaana v Nekdanjih prerokih (Nevi'im Rishonim, נביאים ראשונים‬ ), ki vsebujejo Jozueta, Sodnike, Samuela in Kralje. Knjige pripovedujejo o Izraelcih po Mojzesovi smrti in njihovem prihodu v Kanaan pod Jozuetovim vodstvom. Leta 586 pr. n. št. je bilo Judejsko kraljestvo priključeno k Novobabilonskemu cesarstvu. Jeruzalem se je vdal po osemnajst ali trideset mesecev trajajočem obleganju. Večina Judeje je bila opustošena in nekdanje Judejsko kraljestvo je gospodarsko in populacijsko hitro propadalo. Potomci Izraelcev so izgubili oblast v deželi. Pripovedi iz Nekdanjih prerokov so tudi del bolj obširnega dela z naslovom Devteronomska zgodovina.
Odlomek iz Geneze 10:15–19, ki se pogosto omenja kot Seznam ljudstev, opisuje Kanaance kot potomce eponimnega prednika Kanaana (hebrejsko כְּנַעַן‎, Knaan), sina Hama in Noetovega vnuka:
Kánaanu so se rodili Sidon, njegov prvorojenec, Het,  Jebusejec, Amoréjec, Girgašéjec, Hivéjec, Arkéjec, Sinéjec,  Arvadéjec, Cemaréjec in Hamatéjec. Potem so se kánaanski rodovi razkropili. Kánaanovo ozemlje je segalo od Sidóna proti Gerárju in do Gaze, proti Sódomi, Gomóri, Adámi, Cebojímu do Leše.
Ime Kanaanovega prvorojenca Sidona je enako imenu obalnega mesta Sidon v Libanonu. Mesto je obvladovalo feničansko obalo in verjetno podjarmilo več etničnih skupin, ki naj bi bile iz »Kanaanske dežele«.
Za Kanaance je bilo rečeno, da so naseljevali:
- sredozemsko obalo (Jozue 5:1) vključno z Libanonom, takratno Fenicijo (Izaija  23:11), in pas Gaze, ki ustreza Filisteji (Sofonija 2:5) in
- dolino reke Jordan (Jozue 11:3, Numeri  13:29, Geneza 13:12).

Kanaanci (hebrejsko כנענים‬, sodobno Kna'anim, tibersko Kənaʻănîm) so bili eno od sedmih regionalnih etničnih skupin ali ljudstev, ki so jih po prihodu iz Egipta  Izraelci izgnali. Med izgnanci so bili tudi Hetejci, Girgašiti, Amoriti, Periziti, Hiviti in Jebusiti (Devteronomij 7:1).
Po Knjigi praznovanj se izraelska osvojitev Kanaana pripisuje odločnemu odklanjanju  Kanaancev, da bi delili Hamovo usodo v dolini Nila in njihovemu »čepenju« ob Sredozemskem morju na zemlji, ki je bila Semova dediščina. Kanaance je torej doletela kazen, ker niso upoštevali Noetove razdelitve zemlje. 
Ena od 613 zapovedi, natančneje 596., določa, da ne sme ostati živ noben prebivalec mest šestih kanaanskih ljudstev, z izjemo Girgašitov. 
Medtem ko hebrejska Biblija razločuje Kanaance od starodavnih Izraelcev, znanstvenika Jonathan Tubb in Mark S. Smith na osnovi svojih arheoloških in jezikovnih tolmačenj teoretizirata, da sta bila Izraelsko in Judejsko kraljestvo odraz kanaanske kulture.

### Nova zaveza
Kanaan (grško Χαναάν, Hanaán) je v Novi zavezi omenjen samo na treh mestih: dvakrat v Apostolskih delih (7:11 in 13:19) med razlagami zgodb iz Stare zaveze in enkrat med zaklinjanjem hčerke sirsko-feničanske matere. Slednja pripoved je v Matejevem in Markovem evangeliju. Matej mater imenuje Sirofeničanka (grško  Συροφοινίκισσα, Sirofeníkissa), Marko pa Kanaanka (grško Χαναναία, Hananaía). Strong razlaga, da je »v Kristusovih časih ime Kanaanec pomenilo Feničana«.

## Črni Afričani kot potomci Kanaancev
V obdobju transatlantskega trgovanja s sužnji, je mnogo kristjanov začelo trditi, da so črni Afričani potomci Kanaancev iz Hamove družine, s čimer so opravičevali njihovo zasužnjevanje. Prepričanje je bilo še posebej močno v Cerkvi Jezusa Kristusa svetih iz poslednjih dni (mormonska cerkev). Cerkev je kanonizirala Abrahamovo knjigo, ki uči, da so bili Kanaanci potomci Kajna, ki so se naselili v Afriki  in bili prekleti. Joseph Smith in Brigham Young sta Hamovo prekletstvo izrabila za opravičevanje suženjstva v mormonstvu. Prekletstvo je bilo tudi osnova za prepoved vstopa temnopoltih vernikov  med mormonsko duhovščino, ki je veljala vse do junija 1978, ko je predsednik Spencer W. Kimball preklical njihovo prekletstvo.
Sodobni svet seveda ne verjame, da so Afričani v sorodu s Kanaanci.